# Dempo SC
Der Dempo Sports Club ist ein indischer Fußballverein in Goa. Aktuell spielt er in der I-League 2nd Division.

## Geschichte
Gegründet wurde er 1961 unter dem Namen Clube Desportivo de Bicholim. 1966 wurde er nach dem Hauptsponsor Dempo-Souza umbenannt. Nach einer nochmaligen Umbenennung 1968 erhielt der Verein seinen heutigen Namen. Neben Salgaocar Sports Club und Sporting Clube de Goa gehört er zu den populärsten Vereinen in Goa. 
Im Jahr 2005 konnte der Verein das indische Double holen und gewann sowohl die National Football League als auch das Pokalendspiel. Am Ende der Saison 2006/07 gewann Dempo die letzte Austragung der National Football League, bevor das Ligaformat von der neuen I-League abgelöst wurde. Auch in der ersten I-League-Saison 2007/08 konnte der Klub sich den Meistertitel sichern. Zudem zog Dempo ins Halbfinale des AFC Cup 2008 ein. 
Durch die Meisterschaft 2007/08 nahm der Verein an der Qualifikation zur AFC Champions League 2009 teil. Gegen Al-Schardscha hatte man jedoch mit 0:3 keine Chance und wurde in den AFC Cup herabgestuft. Als Gruppenzweiter erreichte Dempo das Achtelfinale, musste sich dort jedoch gegen al Kuwait SC mit 1:3 geschlagen geben und schied somit aus dem Wettbewerb aus. Die I-League 2008/09 schloss der Verein auf Platz 4 ab. 
In der Saison 2009/10 gelang der erneute Gewinn der indischen Meisterschaft. Nachdem man die nachfolgende Saison auf Platz 3 mit sechs Punkten Rückstand auf den Meister Salgaocar Sports Club abgeschlossen hatte, gelang in der Spielzeit 2011/12 der erneute Gewinn des Meisterschaftstitels.

## Stadion
Das Fatorda-Stadion ist eine Multifunktionsarena in Margao in Goa mit einer Kapazität von 35.000 Zuschauern.

## Erfolge
- National Football League / I-League: 2004/05, 2006/07, 2007/08, 2009/10, 2011/12[1]
- Durand Cup: 2006
- I-League 2nd Division: 2015/16
- Goa Professional League: 1972, 1974, 1979, 1980, 1981, 1984, 1987, 1988, 1994, 2005, 2007, 2009, 2010, 2011, 2021/22
- Federation Cup: 2004
- Indian Super Cup: 2008, 2010

## Bekannte ehemalige Spieler
- Clifford Miranda (2000–2015)
- Cristiano de Lima (2004)
- Climax Lawrence (2005–2013)